# 东华镇 (楚雄市)
东华镇，是中华人民共和国云南省楚雄彝族自治州楚雄市下辖的一个乡镇级行政单位。

## 行政区划
东华镇下辖以下地区：
新柳村、东华村、莲华村、本东村、朵基村、红墙村、达苴村、宜茨村、邑多么村、力峨么村和路上村。